# Gran Ecosistema de Yellowstone

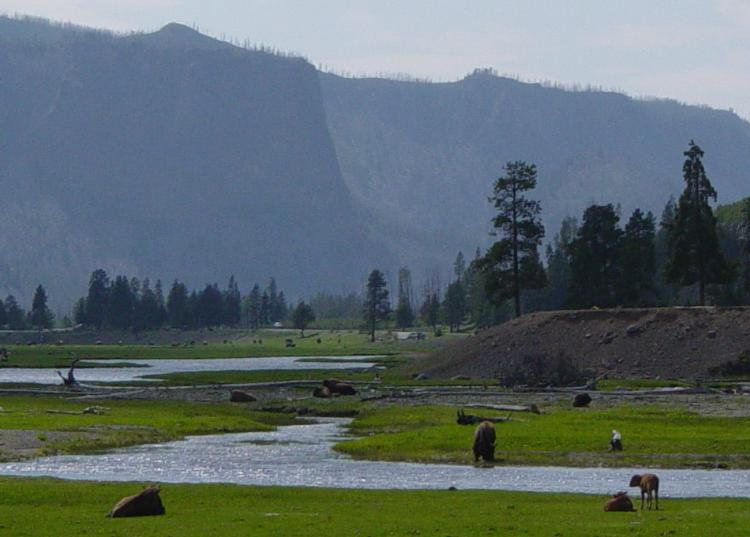
Bisontes pastando cerca del río Gibbon en el parque nacional de Yellowstone

El Gran Ecosistema de Yellowstone es uno de los últimos ecosistemas casi intactos que quedan en la zona templada del norte de la Tierra. Está situado al norte de las Montañas Rocosas, en zonas del noroeste de Wyoming, el suroeste de Montana y el este de Idaho, y tiene una extensión de unos 22 millones de acres. El parque nacional de Yellowstone y la "zona caliente" de la Caldera de Yellowstone están ubicados dentro del ecosistema.
La zona se ha convertido en un lugar emblemático entre los grupos de conservación que promueven la gestión de los ecosistemas. El Gran Ecosistema de Yellowstone es uno de los principales laboratorios naturales del mundo en materia de ecología del paisaje y geología del Holoceno, y es un destino turístico de fama mundial. También es el hogar de las diversas plantas y animales autóctonos de Yellowstone.